# ميدلبورو (ماساتشوستس)
ميدلبورو (بالإنجليزية: Middleborough, Massachusetts)‏ هي بلدة أمريكية تقع في الولايات المتحدة في Plymouth County. يقدر عدد سكانها بـ 23,116 نسمة ومساحتها 186.9 كم2 و وترتفع عن سطح البحر 43 متر.

## معرض صور

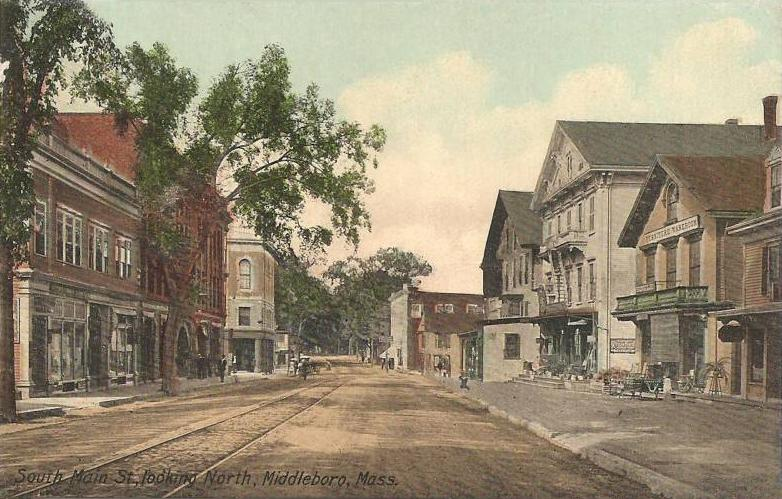
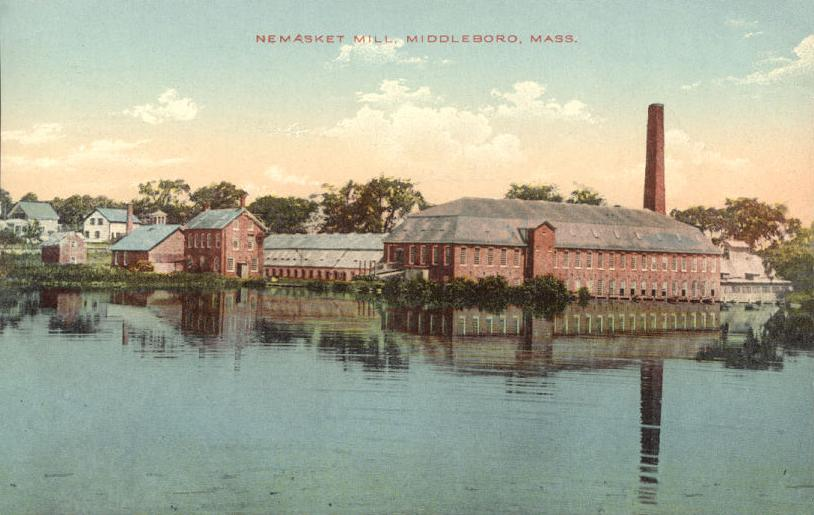
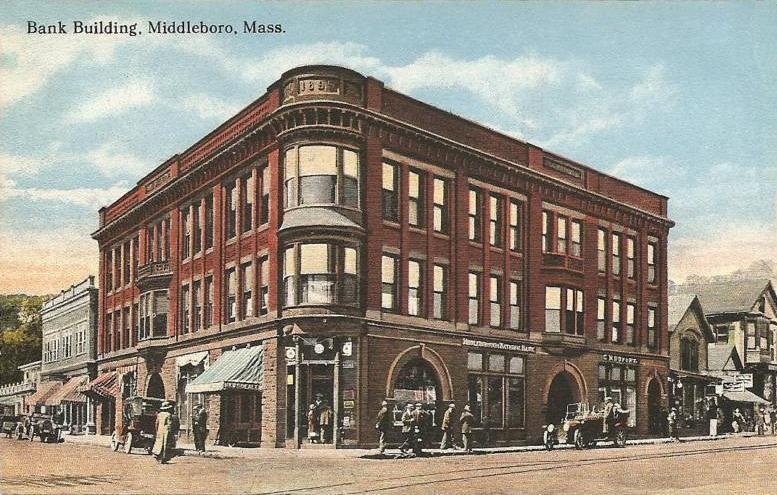
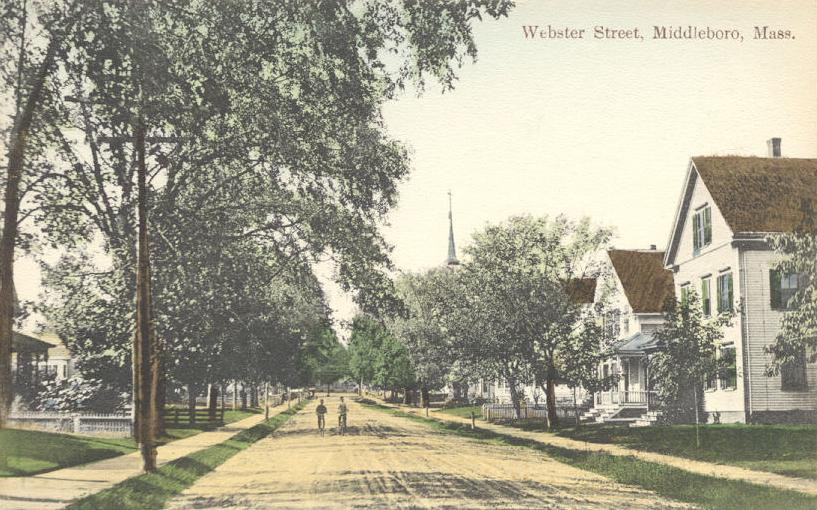

## أعلام
- ميني ارين
- جيمس الكسندر برينان
- روبرت إس. ويلش
- جاي ألن سانفورد
- مايك غلوفر
- إد كلارك
- هنري يوجين ديفيز
- واين موريس كارون
- لافينيا ارين
- جورج ك. هيغينز